# Dendronephthya ambigua
Dendronephthya ambigua is een zachte koraalsoort uit de familie Nephtheidae. De koraalsoort komt uit het geslacht Dendronephthya. Dendronephthya ambigua werd in 1909 voor het eerst wetenschappelijk beschreven door Henderson. 